# Hypopyra burmanica
Hypopyra burmanica là một loài bướm đêm trong họ Erebidae.

## Hình ảnh

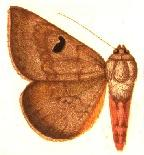